# Fuerte de Ramón Magsaysay

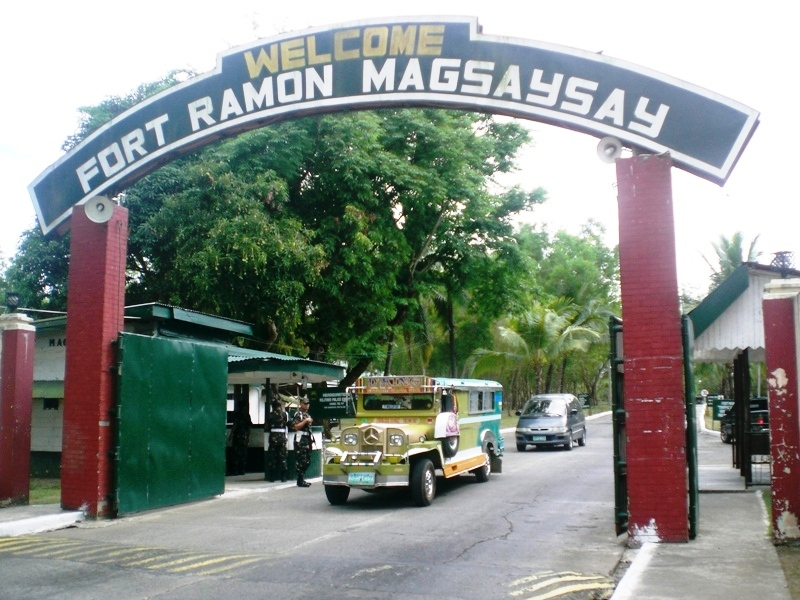
Entrada al Fuerte.

El fuerte de Ramón Magsaysay, en inglés: Fort Ramón Magsaysay, también conocido como Fort Magsaysay o Fort Magsaysay Reserva Militar (FMMR) o Fort Mag, es la mayor base militar de Filipinas, una de las áreas clave de la formación del Ejército Filipino. Es la mayor reserva militar del país.

## Geografía
Situado a 20 km de Cabanatúan y a 21 de Palayán ocupa los términos municipales de la ciudad de Palayán, capital de la provincia de Nueva Écija, General Tinio, Laur y Gabaldón de Nueva Écija y el municipio de Dingalán, en la provincia de Aurora.

## Historia
Creado como reserva militar por el difunto Presidente Ramón F Magsaysay en 1955 con una extensión superficial de 73.000 hectáreas, quedando reducida tras siete proclamas presidenciales, a 35.467.
A pesar de esta reducción, la base de alcanza todo el camino hasta el Mar de Filipinas atravesando las montañas de Sierra Madre, abarcando 12 kilómetros de costa en la provincia de Aurora.

## DivisiónKaugnay
Sede de la Séptima División de Infantería.